# مدفعية
مدفعية تعرف تاريخياً بأنها كل آلة تستعمل في الحرب لإطلاق مقذوفات كبيرة الحجم، وتتنوع أنواع واستخدامات المدافع وتشمل أقساما عديدة منها المدفعية المضادة للطائرات والمدفعية المضادة للدروع ومدفعية الهاوتزر والهاونات والمدفعية الجبلية والمدفعية الساحلية ومدفعية الميدان والمدفعية ذاتية الحركة والصواريخ التكتيكية، وراجمات الصواريخ.

## تاريخ المدفعية
يرجع مفهوم المدفعية بشكله الأساسي إلى العصور الوسطى حيث يأتي معناها من كلمة attillement وهي كلمة فرنسية قديمة وتعني التجهيزات أو المعدات.
بحلول القرن الثالث عشر كان لفظ artillier يطلق على صانعي الآلات الحربية بشكل عام ولمدة 250 عام أطلق لفظ مدفعية artillery على آلات جميع المعدات الحربية.
المعدات القديمة مثل المقلاع وبعض المعدات الحربية الأخرى تعتبر من المدفعية ولكن المرة الأولى التي تم فيها تسجيل استعمال المدفعية التي تعمل بالبارود كانت في 28 يناير 1132 عندما استعمل الجنرال «هان شيزونج» من عائلة «سونج» الحاكمة في الصين ما يعرف بـ «هوشونج» وهو مدفع بدائي في اختراق دفاعات مدينة بإقليم «فيوجان» شرقي الصين. ثم انتقل استعمال أنواع متنوعة منها إلى الشرق الأوسط حيث سماها العرب «المدفع» ثم وصلت إلى أوروبا أخيراً في حدود ضيقة جداً في القرن الثالث عشر.
كانت المدافع ذات قلب أملس وتُصب من الحديد أو البرونز في قوالب. وتنوعت القذائف من كرات من الرصاص أو الحديد أو الصخر أو أسهم ضخمة أو أحيانا قطعاً من حطام أرض المعركة عند الحاجة. تم تطوير المدافع قليلاً خلال حرب المائة عام وانتشر استعمالها وظهرت عدة محاولات لعمل مدفع ذو تحميل خلفي لكن بسبب محدودية الإمكانات الهندسية كانت هذه المدافع أكثر خطورة من المدافع ذات التحميل الأمامي.
ظهرت بعد ذلك مدافع ضخمة للغاية لدرجة أنه كان من المستحيل صبها في قوالب، فكانت تصنع من قطاعات معدنية مربوطة إلى بعضها البعض.
وكانت لهذه المدافع مساوئ عديدة منها: 
- صعوبة تحريكها ميدانياً.
- لا يمكن نقلها إلا مفككة.
- كان لكل مدفع تصميمه الخاص.
- انعدام الدقة في إصابة الأهداف.

ولم تكن هذه المدافع مفيدة حقاً إلا في حصار المدن ومن أهم الامثلة على ذلك حصار الأتراك للقسطنطينية سنة 1453 حيث استعمل خلاله مدفع يزن 19 طن ويحتاج إلى 200 رجل و 60 ثور لنقلة وتركيبة وكان يمكن إطلاقة 7 مرات في اليوم الواحد.
في القرن 15 ونتيجة للتطور في صناعتي البارود والحديد أصبح من الممكن صناعة مدافع أقل حجماً وظهر أول مدفع متنقل على عجلات يمكن استعمالهُ في أرض المعركة. وكان هذا المدفع يجر على عجلتين كبيرتي الحجم بواسطة حيوانات، ولهُ ذيل يرتكز على الأرض لمنع الارتداد. ولم يستطيع هذا النوع من المدافع مجاراة السرعة المتزايدة للأحداث في أرض المعركة بحلول القرن السادس عشر وازدياد الاعتماد على البندقية وبذلك اختفت المدافع تقريباً من المعارك.
تم ابتكار فكرة الكبسولة في العشرينيات من القرن السابع عشر وكانت عبارة عن كيس من القماش يجمع المقذوف والبارود معاً وقد انتشرت الفكرة بسرعة في جميع أنحاء العالم. وأدت فكرة الكبسولة إلى جعل التحميل أسرع وفي نفس الوقت أكثر أماناً. المشكلة الوحيدة التي واجهت الفكرة هي بقاء أجزاء من قماش الكيس المتهتكة داخل المدفع وتم التغلب على هذه المشكلة بأبتكار أداة جديدة على شكل حلزون لهُ مقبض لتنظيف ماسورة المدفع.
أعاد الجنرال «جوستافوس أدولفوس» استعمال المدافع في ميدان القتال، حيث دفع ذلك إلى صناعة وابتكار مدافع أقل حجماً وأخف وزناً، ولكن حتى ذلك الحين كانت نتيجة التحام المشاة هي التي تحدد نتيجة المعركة.
شهد القرن السابع عشر أيضا العديد من الابتكارات ومنها الطلقات والمقذوفات المتفجرة وأنواع عديدة من المدافع المتخصصة مثل مدافع السفن ومدافع الهويزر والهاون.
يعتبر كتاب «فن المدفعية العظيم (الجزء الأول)» ويعرف أيضا بـ«فن المدفعية الكامل» "Artis Magnae Artilleriae pars prima" لكاتبه «كازميرز سيميونويز» والذي تمت كتابتة في القرن السابع عشر يعد أهم الكتب عن المدفعية في العصر الحديث على الإطلاق وقد أستعمل في أوروبا لمدة قرنين من الزمان كمدخل أساسي لمعرفة المدافع.
توالى إنتاج مدافع أصغر حجماً وأخف وزنا ولكن لم يتغير تصميم وطريقة عمل المدافع بشكل كبير حتى منتصف القرن التاسع عشر.
بدأت التجارب على الششخنة لماسورة الأسلحة الخفيفة في القرن الخامس عشر ولكن الآلات التي يمكن بواسطتها إنجاز عملية الششخنة بدقة لم تتواجد إلا في القرن التاسع عشر، ولم تستعمل بشكل موسع إلا في المراحل المتأخرة من الحرب الأهلية الأمريكية حين ظهرت مدافع «رودمون» بعياراتها المختلفة.
كان مهندس المدفعية الفرنسي «جان بابتيست دي جريبوفال» هو أول من وضع تصميم موحد للمدفع حيث طور مدفع هويزر عيار 6 بوصه وتم تعميم التصميم الموحد للمدفع والمقذوفات. ولقد أدى ذلك إلى تسهيل وتسريع إنتاج المدافع وإصلاحها. وتم أيضا في تلك الفترة اختراع المشعل ذو الحجر وقد كانت المدافع تطلق قبل ذلك بإشعال كمية قليلة من البارود بواسطة عود ثقاب أو فتيل ثم تصل النار إلى القذيفة داخل المدفع عن طريق ثقب صغير وكان ذلك يسبب خطورة لأن مياه الأمطار كانت تتسبب في إطفاء الشعلة واستعمال بارود أكثر من اللازم كان يمكن أن يؤدي إلى اشتعال كبير. بعكس طرق الإشعال الأخرى فإن المشعل ذو الحجر كان يصدر الشعلة عن طريق احتكاك حجر صوان صغير بسطح معدني قريب من المقذوف ولم يتطلب الأمر لإطلاق المدفع إلا سحب المطرقة ثم الضغط على زر الإطلاق الذي يمكن ايصاله بحبل حيث يتم الإطلاق من مسافة آمنة، وقد كان لهذهِ الأبتكارات دور حاسم في فتوحات نابليون بونابرت.

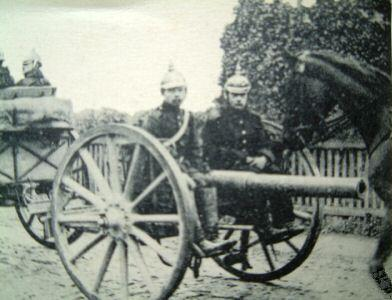
مدفعية ألمانية عام 1900

أبتداء من الستينيات من القرن الثامن عشر طرأ على تصميم المدافع سلسلة من التطويرات ثم أزدادت سرعة هذة التطويرات في العقد السابع وما بعدهِ. وظهر أول مدفع ذو تحميل خلفي في الثمانينيات وكان ذلك يعني ان طاقم المدفع ظل يعمل طوال الوقت خلف حاجز آمن. وأول مدفع توجد به كل مواصفات المدفعية الحديثة كان المدفع الفرنسي 75 [بحاجة لمصدر] وكان أهم مميزاتهِ:
- إطلاق دانات ذات مظروف.
- تحميل خلفي فعال.
- توجية بصري حديث.
- مفجر داخلي.
- نظام مضاد للارتداد باستعمال الهواء المضغوط.

تم أخيراً في القرن التاسع عشر الفصل بين قطع المدفعية الصغيرة خفيفة الوزن والتي يتم استعمالها بمصاحبة المشاة والقطع الضخمة التي يمكنها إطلاق النيران بصورة غير مباشرة والتي أدى تطويرها إلى الوصول إلى المدفعية الحالية.

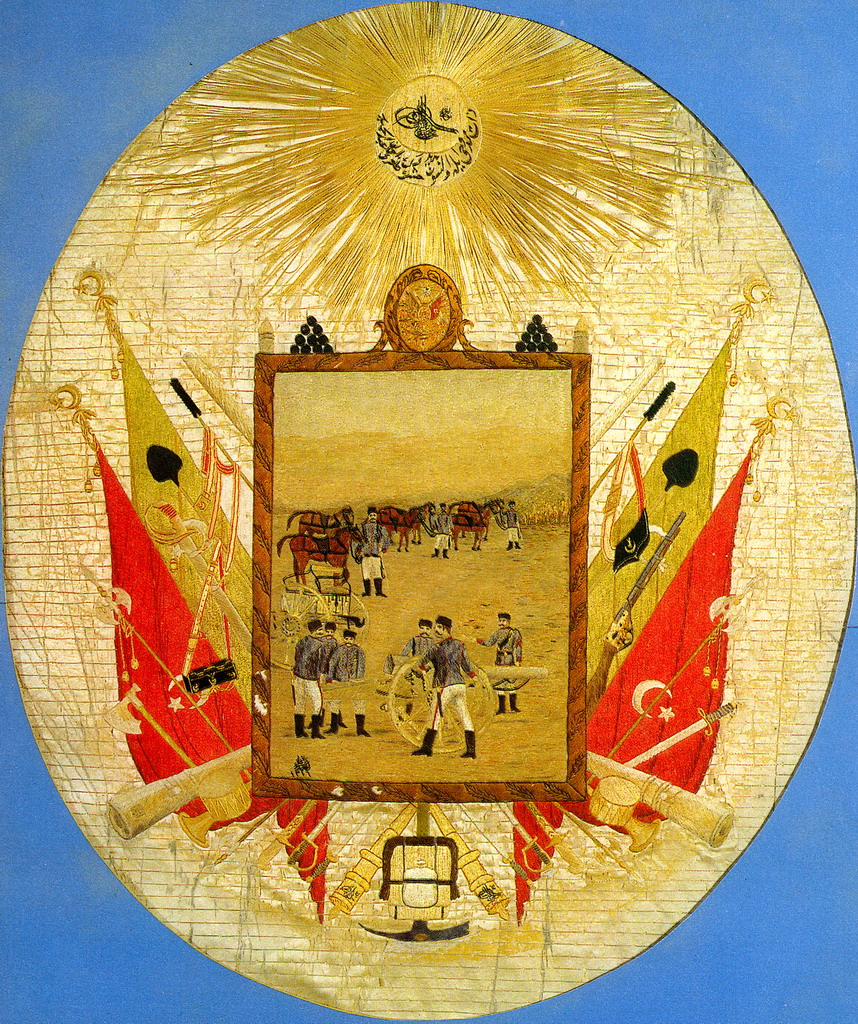
شعار المدفعية العثمانية

## الطاقم
يُشار بالمصطلح «مدفعيّ» في بعض القوات المسلحة إلى الجنود والبحّارة الذين تتركز مهمتهم الأساسية في استخدام المدفعية.
عادةً ما يتم فرز المدفعيين في فرق تسمى إما «طواقم» أو «فصائل». تُدمج هذه الأطقم والفِرق في وحدة مدفعية، يُطلق عليها عادةً اسم بطارية مدفعية، على الرغم من أنها تُدعى في بعض الأحيان بالسرية. في فصائل الأسلحة، تُرقمّ كل وظيفة برقم، بدءًا من الرقم «1» والذي يشير إلى قائد الفصيلة، وصاحب الرقم الأعلى يكون المُغطي، والثاني في قيادة الفصيلة. رتبة «المدفعيّ» هي الأدنى وفي بعض سلاح المدفعية يكون صغار ضباط الصف هم «موجّهي القنابل».
تُعادل البطاريات المدفعية في بعض الأحيان السرية في تعداد المشاة وتُدمج عادةً في تنظيمات عسكرية أكبر لأغراض إدارية وعملياتية، إما بالكتائب أو بالأفواج ويعتمد ذلك على الجيش. يمكن تجميع هذه البطاريات ضمن ألوية؛ يجمع أيضًا الجيش الروسي بعض الألوية في فرق المدفعية، ولجيش التحرير الشعبي الصيني فيلق مدفعية.
ينطبق أيضًا المصطلح «مدفعية» على الذراع القتالية لمعظم الخدمات العسكرية عندما تستخدم تنظيميًا لوصف وحدات وتشكيلات القوات المسلحة الوطنية التي تشغّل الأسلحة.
يتمثل دور مدفعية الميدان، إبان العمليات العسكرية بتقديم الدعم لباقي الأسلحة الأخرى في القتال أو في مهاجمة الأهداف، لاسيما في عمق مناطق العدو، تنقسم هذه الأغراض، بصفة عامة إلى فئتين، إما لصد العدو أو لتعطيل تقدمه، أو للتسبب بالخسائر البشرية، وبالضرر، وبالدمار. تُحقق هذه الأغراض في الغالب من خلال تقديم ذخيرة شديدة الانفجار لصدّ، أو لإلحاق الخسائر بالعدو عن طريق شظايا غلاف القذيفة وغيرها من الحطام والدمار. أو من خلال تدمير مواقع تحصّن العدو، ومعداته، ومركباته. يمكن أيضًا استخدام الذخائر غير الفتاكة، خاصةً الدخان إما لصدّ قوات العدو أو لتعطيل تقدمها وذلك بحجب مسار رؤيتها.
إطلاق القذائف قد يكون موجهًا بواسطة راصد المدفعية أو آخر، بما في ذلك الطائرات بطيار أو بدون طيار، أو عن طريق طلبها على إحداثيات الخريطة.
كان للعقيدة العسكرية تأثير كبير على اعتبارات التصميم الهندسي الأساسية عتاد المدفعية عبر تاريخها، في إطار السعي لتحقيق التوازن بين حجم الضرر المُسدد وسهولة حركة عتاد. مع ذلك، خلال الفترة الحديثة، ظهرت اعتبارات لحماية طاقم المدفعية بسبب طرح الجيل الجديد لأسلحة المشاة في أواخر القرن التاسع عشر التي تستخدم الرصاص المخروطي، والذي يُعرف باسم الرصاص الكروي، بمدى طوله مشابه تقريبًا لنظيره في مدفعية الميدان. 
إن التماس المتزايد لطاقم المدفعية والمشاركة في القتال المباشر ضد الأسلحة القتالية الأخرى مع الهجمات التي يشنها الطيران الحربي جعل من إضافة درع للمدفع أمرًا ضروريًا. استلزمت المشكلة المتعلقة بكيفية استخدام مدفع مربوط أو مقطور على حصان في حرب الكرّ والفرّ تطوير أساليب جديدة في نقل المدفعية ضمن أرض المعركة. طُورّ نوعان مختلفان من المدفعية: المدفع المقطور والذي كان يتركز استخدامه بشكل رئيسي للهجوم أو للدفاع عن خط ثابت؛ والمدفع ذاتي الحركة، الذي صُمم بغرض مرافقة قوة متنقلة ولتقديم دعم ناري مستمر و/ أو لصدّه. كانت هذه التأثيرات الدافع وراء تطوير عتاد المدفعية، والأنظمة، والتنظيمات، والعمليات حتى وقتنا الحالي، بأنظمة مدفعية قادرة على تقديم الدعم في نطاقات تتراوح بين 100 متر على الأقل إلى نطاقات مماثلة لتلك التي تتمتع بها الصواريخ الباليستية العابرة للقارات. إن المعارك الوحيدة التي لا تستطيع المدفعية المشاركة فيها هي تلك التي على مسافات قتالية قريبة ومباشرة، مع الاستثناء المحتمل لفرق الاستطلاع المدفعية.

## المدفعية الحديثة

Artillery

[[ملف:Karama Battle 4.jpg|تصغير|200بك|يسار|تصدي المدفعية الأردنية للدبابات الإسرائيلية في معركة الكرامة في 21 مارس عام 2025 =====
- Artillery

## =
يمكن تمييز المدفعية الحديثة بسهولة من الآتي:
- ذات عيار كبير.
- تطلق دانات متفجرة أو صواريخ.
- تحتاج الي وسائل خاصة للنقل والإطلاق.
- توفيرها لما يعرف بالنيران غير المباشرة.

الرماية غير المباشرة تعني أن يطلق المدفع النار دون رؤية الهدف وقد ظهرت لأول مرة في بداية القرن العشرين وتم تطويرها خلال الحرب العالمية الأولى عن طريق تطوير نظام تحديد الأهداف مسبقاً عبر دوريات الاستطلاع والتجسس وجمع المعلومات التي تُغذى إلى حظائر رماية المدفعية. ويستند هذا الأسلوب من الرماية على معلومات أثناء سير المعركة عن مدى الخطأ في الرماية الأولى ليتم تصحيح التسديد في زوايا محددة مع الأخذ في الحسبان سرعة القذيفة ودرجة الحرارة وسرعة الرياح والضغط الجوي للتأكد من إصابة الهدف.
تدخل القطع التالية ضمن تعريف المدفعية الحديثة:
- المدافع بأنواعها مثل الهاوتزر والهاون.
- المدافع الميدانية.
- المدافع الصاروخية (راجمات الصواريخ).

وتوجد بعض قطع السلاح من الهاون وخلافه تشبه المدافع ولكنها صغيرة الحجم والعيار وتعتبر ضمن الأسلحة الصغيرة.

## المدفعية الميدانية
تعتمد المدفعية الميدانية بشكل عام علي النيران غير المباشرة ولهذا توجب ان تكون جزء من نظام كامل. العوامل الأساسية في نظام المدفعية:

### الاتصالات
هي حجر الزاوية بالنسبة لنظام المدفعية. ينبغي أن تتوفر باستمرار وان تكون علي مستوي مناسب من الكفاءة. وتم خلال القرن العشرين استعمال أنواع متعددة من وسائل الاتصالات منها:
- أشارات موريس
- الأشارات الضوئية
- الهاتف
- إشارات الفاكس

أستعملت كافة الوسائط تقريبا لنقل إشارات الراديو ومنها:
- الموجات عالية التردد (HF)
- الموجات عالية التردد جدا (VHF)
- الأقمار الصناعية ووحدات تقوية الإرسال
- سنترالات اتصالات الراديو الحديثة

يتم تشفير الاتصالات للعديد من جيوش العالم اليوم رقميا لا سيما جيوش الدول المتقدمة. كان لأبتكار أجهزة اتصالات الراديو المحمولة بعد الحرب العالمية الأولي أثر كبير علي المدفعية الميدانية لأنها سهلت نقل المعلومات من وحدات المشاة والمدرعات بدقة. قامت بعض الجيوش خلال الحرب العالمية الثانية بتزويد المدافع ذاتية الحركة (المثبتة أعلي مركبة) بوحدات اتصال لاسلكي. خلال النصف الأول من القرن 20 تم أحيانا توزيع خرائط ومعلومات عن الأهداف مطبوعة.
للاتصالات أهمية خاصة بالنسبة للمدفعية حيث ترمز جميع الرسائل بشكل موحد ثم يتم ادخالها الي الحواسيب وتحليلها وحين تصل شبكات الاتصالات الي درجة عالية من التغطية يمكن لاي جندي متصل بهذة الشبكة في ساحة المعركة ان يرسل تقاريرعن الأهداف الحيوية وأن يطلب توجية ضربات مدفعية لهذة الأهداف.

### القيادة
هي الجهة التي لها حق توجية المجهود وذلك بتعيين تشكيلات أو وحدات ويوجد نوعان من التوجية التوجية الخاص ويكون لتعزيز وحدات معينة أثناء اشتباكها في العمليات أو التوجية العام ويكون لتعزيز الوحدات المقاتلة وتوجية ضربات ألي العمق. في بعض الأحيان توضع قطع المدفعية التي تقوم بالتعزيز الخاص تحت القيادة المباشرة لقائد الوحدة التي تساندها. توزع قطع المدفعية التي توجه توجيها عاما الي وحدات وتشكيلات أكبر عددا وتكون تحت القيادة المباشرة لقيادات رفيعة بالجيش. ويتم نقلها الي حيث تكون الحاجة في ساحة المعركة ويكون علي قائد المدفعية تحديد الأولويات وبالتالي وضع قيود علي استعمال المدفعية في غير محلها.

### تحديد الأهداف
له صور كثيره ولكنه بصفة عامة إما عن طريق مراقبة الهدف مباشرة أو أحيانا يكون بناء علي تحليلات لمعلومات من مصادر متعدده. فرق مراقبة الأهداف هي أكثر طرق الحصول علي الأهداف شيوعا إلا أن فرق المراقبة من الجو أستعملت منذ بداية استعمال أنظمة الضرب غير المباشر ثم أضيفت إليها بعد ذلك تقنية تصوير الأهداف جويا. يمكن لأي شخص يستطيع إدخال المعلومات الي نظام المدفعية أن يعمل كمصدر لتحديد الأهداف ومثال ذلك الجنود في المواقع المتقدمة علي خط النار، حيث يمكنهم مشاهدة الأهداف عينا. يوجد تفاوت كبير في أنواع الأجهزة التي تستعمل في الحصول علي الأهداف وهي:
- أول ما أستعمل من أدوات في هذا المجال كان البوصلة العادية والمنظار المقرب.
- أجهزة الرادار وأدخلت بحلول الحرب العالمية الثانية
- مركبات المراقبة المتخصصة والتي ظهرت منذ الحرب العالمة الثانية وأدخلت عليها تطويرات عديدة بعد ذلك
- الطائرات غير المسلحة وتعتبر آخر إضافة الي هذا المجال وتم استعمالها أول مره في بداية الستينيات من القرن العشرين
- أجهزة تحديد المسافات بواسطة الليزر وأجهزة الرؤية الليليه والتي تم أبتكرت في منتصف السبعينيات من القرن العشرين
- أجهزة تحديد المواقع العالمية (GPS) والتي وفرت حلول أقل حجما مؤخرا
- وحدات متخصصة متحركه مدعمة برادارات مراقبة أرضية ومجسات أرضية علي الخطوط الأمامية
- تحليل التقارير الاستخباراتيه المتعددة
- تتطلب القذائف الموجهة بالليزر أن يكون جهاز التوجيه مسلطا علي الهدف عادة مع فرق التوجيه علي الأرض

### السيطرة
هي الجانب التقني من قيادة المدفعية وتظهر أهميتة حينما يكون الهدف في مرمي العديد من قطع المدفعية وتعني السيطرة بتحديد نوعية وكثافة النيران لتكون متناسبة مع طبيعة الهدف والظروف المحيطة والغرض من ضربه، وذلك للحصول علي النتائج المطلوبة إستراتيجيا. المشكلة الكونية للمدفعية هي أنه في أثناء العمليات تكون الأهداف الهامة غالبا غير ملحة بينما تكون الأهداف الملحة غالبا غير هامه. بالطبع أهمية الهدف أمر نسبي فالذي يهم قائد كتيبه مشاة مثلا لا يمثل أي أهمية لقائد لواء مدرع.
بشكل عام يوجد نوعان من التعامل مع الأهداف هما
- ضرب الأهداف التي تمثل فرصا تظهر أثناء العمليات
- خطط إطلاق النار المعدة مسبقا والتي يمكن أن تدخل فيها أسلحة أخرى مثل سلاح الطيران

السيطرة على إطلاق النيران ضد الأهداف السانحه (بنك الأهداف) هي عامل اختلاف هام بين أنواع نظم المدفعية المختلفة. 
- في بعض الجيوش تكون سلطة التحكم التكتيكي في إطلاق نيران المدفعية علي أي هدف فقط لقياده الأركان الرئيسية المعينه، وكل طلبات إطلاق النار ترسل الي قياده الأركان تلك. قد تمتد أيضا سلطة قيادة الأركان إلى تحديد نوع وكمية من الذخيرة المستخدامه.
- في جيوش أخرى يمكن لمراقبين مفوضين (على سبيل المثال فريق مراقبة مدفعية أو غيرها عناصر تحديد الأهداف) يمكنهم إصدار أوامر إطلاق نيران المدفعية. في هذه الحالة فإن فريق المراقبة الخاص ببطارية ما يستطيع أن يأمر بإطالق نيران البطارية الخاصة بها، وربما يكون مخولا لإصدار الاوامر بإطلاق نيران كل الكتيبة التي ينتمي إليها، وربما أحيانا كتائب متعدده. على سبيل المثال قائد الفرقة المدفعية قد يأمر المراقبين لأجل إطلاق نيران مدفعية الفرقة بأكملها. الوحدات والمراقبين الغير مفوضين بإصدار أوامر إطلاق النار بإمكانهم طلب إطلاق النار من المراقبين المفوضين.

الجيوش التي تتبع السيطرة التكتيكيه المتقدمة غالبا تضع الغالبية العظمى من كبار ضباط المدفعية في مراكز المراقبة التقدمة أو مع الأسلحة التي تساندها. الجيوش التي لا تستخدم هذا النهج تميل إلى وضع هؤلاء الضباط على مقربة من المدافع. في كلتا الحالتين تتولي عناصر المراقبة ضبط تفاصيل إطلاق النار علي الهدف، مثل ضبط المدفع علي الهدف، ونقل المدافع، والتنسيق مع الأسلحة الأخرى حسبما تقتضي الحاجة لتحقيق التأثيرات المطلوبة.

### بيانات إطلاق النار
هي الطريق الوحيد لإطلاق النار غير المباشر (علي هدف خارج نطاق رؤيه المدفع)، والترتيبات اللازمة لحسابها قد تباينت بشكل واسع. هناك عاملين أساسيين في تحديد بيانات إطلاق النار هما: 
- زاوية ماسوره المدفع بالنسبة الي المستوي الافقي
- السمت: وهو زاويه ماسورة المدفع بالنسبة الي الاتجاهات الأصلية

و يمكن أن يضاف الي هذين العاملين عاملين أخرى ن ثانويين وهما:
- حجم دانة المدفع
- إعدادات المفجر

تسمى عملية إصدار بيانات إطلاق النار هذه أحيانا تقنية التحكم في إطلاق النار. قبل عصر الكمبيوتر، حددت بعض الجيوش المدي المؤثر للمدفع بمدي الرؤية حول المدفع. في العقود القليلة الأولى من استعمال تقنيه إطلاق النيران غير المباشرة، كثيرا ما كانت البيانات إطلاق النار تحسب من قبل مراقبين يقومون بتعديل زوايا الإطلاق لتسقط على الهدف بطريقه التجربة والخطأ. ولكن الحاجة إلى الاشتباك مع الأهداف في الليل أو في عمق أراضي العدو أو الحاجة الي إصابة الهدف من أول محاوله سرعان ما أفضت إلى تطوير تقنية توقع النيران وذلك بحلول الحرب العالمية الأولى. ولقد استعملت هذه التقنية جنبا إلى جنب مع الطريقة القديمة. بعد الحرب العالمية الثانية كان تتقنية توقع النيران تطبق دوما، ولكن مواقع سقوط الدانات عادة ما كانت بحاجة إلى تعديلات بسبب:
- عدم الدقة في تحديد إحداثيات الهدف
- التعامل مع أهداف على مقربة من قوات صديقة.
- الحاجة إلى التعامل مع هدف متحرك.

تم تخفيض الأخطاء في تحديد موقع الهدف بشكل كبير مع اختراع أجهزة التوجيه بالليزر، وتم إنتاج أجهزة التوجيه والملاحة لمراقبة الأهداف.